# Matt Strahm
Matthew Scott Strahm (West Fargo, Dakota del Norte, 12 de noviembre de 1991), más conocido como Matt Strahm, es un jugador profesional estadounidense de béisbol que se desempeña en la posición de lanzador en Philadelphia Phillies, equipo de las Grandes Ligas de Béisbol (MLB).

## Carrera
Strahm hizo su debut en la MLB con el equipo Kansas City Royals, en el cual jugó dos temporadas (2016-2017), después pasó a San Diego Padres (2018-2021), luego a Boston Red Sox (2022), posteriormente a Philadelphia Phillies, donde lleva jugando dos temporadas.